# Танасух
Та́насух (араб. تناسخ‎), накл, танаккул, интикал, такаммус — учение о переселении души из одного тела в другое, реинкарнация, метемпсихоз, в некоторых исламских течениях. В традиционной исламской богословской и доксографической литературе последователей течений, исповедующих веру в переселение душ называют асхаб ат-танасух или танасухиты.

## История
Вера в переселение душ присуща многим древним народам (индийцам и др.), языческим религиям и религиозно-философским учениям (греко-эллинистической и др.). Представление о реинкарнации, возможно, было заимствовано из названных источников, прежде всего «крайними шиитами». Некоторые группы, отколовшиеся от исламского правоверия, также ввели танасух в свою веру. К таким группам относились сторонники фатимидского халифа аль-Хакима, кайсаниты, друзы, исмаилиты, алавиты (нусайриты), мутазилиты-хабититы (последователи Ахмада ибн Хабита), кадариты, «крайние» рафидиты и др. Среди них было распространено представление о том, что переселение душ происходит в этом мире. Души меняют свою телесную оболочку (калиб), подобно тому как человек меняет обветшалую одежду на новую. Состояние новой оболочки зависит от того, как действовала душа в прежней оболочке. Согласно этому представлению, если душа много грешила, то в новой жизни она будет страдать, в противном случае — наслаждаться. Безгрешые дети могут страдать (например, от болезни), если в их телесную оболочку переселилась «согрешившая» душа.
Мухаммиситы (пятиричники) переносили одушевленность на всю природу и полагали, что души «неверных» после смерти помещаются в минералы, железо и глину, а души «правоверных» помещаются последовательно в семь тел, после чего душа познает Бога (Аллаха) как свет. Танасух у них ассоциировался с воплощением Аллаха в тело человека (хулюль), поэтому танасухитов называют также хулулиты. Со временем термин танасух приобрел значение распространения божественного духа (света, частицы) на людей.
Общим для всех сторонников переселения душ в исламе были признание смены телесной оболочки, состояние которой напрямую зависит от поступков человека в прошлой жизни. Асхаб ат-танасух верили в наличие некоторого числа (обычно четырёх) циклов или ступеней, которые состоят в смене оболочек до момента абсолютного очищения, что приводило к отрицанию воскресения и аллегорическому толкованию рая и ада, поскольку они непосредственно переживаются в процессе переселения душ.
Суннитские богословы считают, что вера в переселение души является проявлением язычества и выводит человека из лона ислама, так как танасухиты принижают всемогущество Аллаха и отвергают свидетельства Корана.